# پاتریک تام
پاتریک تام (انگلیسی: Patrick Tam؛ زادهٔ ۱۹ مارس ۱۹۶۹) بازیگر و خواننده اهل جمهوری خلق چین است.

از فیلم‌هایی که وی در آن نقش داشته است، می‌توان به جدال، هنگامی که چراغ خاموش می‌شود، بندر سر راه، استاد زد: میراث ایپ من و ایپ من ۳ اشاره کرد.